# Eli’ezer Kulas
Eli’ezer Kulas (hebr.: אליעזר קולס, ur. 29 sierpnia 1944 w Kyzyłordzie) – izraelski adwokat i polityk, w latach 1981–1988 poseł do Knesetu.

## Życiorys
Urodził się 29 sierpnia 1944 w Kyzyłordzie w Związku Radzieckim.
W 1948 wyemigrował do Izraela. Ukończył szkołę średnią w Hajfie, a następnie studia z zakresu prawa i statystyki na Uniwersytecie Hebrajskim.
Pracował jako adwokat. Był starszym doradcą w Ministerstwie Budownictwa, a w latach 1977–1978 dyrektorem biura w ministerstwie. W latach 1978–1981 był doradcą w Ministerstwie Przemysłu, Handlu i Turystyki.
W 1962 został członkiem Partii Liberalnej. Po kolejnych połączeniach partyjnych został członkiem Likudu. Z listy tego ugrupowania został wybrany posłem w wyborach parlamentarnych w 1981. W dziesiątym Knesecie przewodniczył komisji konstytucyjnej, prawa i sprawiedliwości oraz zasiadał w komisjach budownictwa i spraw gospodarczych. W wyborach w 1984 uzyskał reelekcję, a w Knesecie jedenastej kadencji ponownie przewodniczył tej samej komisji. Był także członkiem komisji budownictwa oraz pracy i polityki społecznej, a także jednej specjalnej. W 1988 utracił miejsce w parlamencie.